# Peter Noack (Psychologe)
Peter Wilhelm Matthias Noack (* 11. März 1957 in Düsseldorf) ist ein deutscher Psychologe.

## Leben
Er studierte von 1975 bis 1977 an der Universität Düsseldorf und von 1977 bis 1981 erwarb er das Diplom in Psychologie an der TU Berlin. Von 1981 bis 1982 absolvierte er ein Graduate Programm an der University of California, Berkeley. Nach der Promotion an der Technischen Universität Berlin 1989 und der Habilitation 1996 an der Universität Mannheim war er seit 1997 Professor für Pädagogische Psychologie an der Universität Jena.
Seine Forschungsinteressen sind Jugendforschung; Entwicklung und Sozialisation in Familie und Freundschaftsbeziehungen; Einstellungen, Lernen und Leistung in der Schule und politische Sozialisation.

## Schriften (Auswahl)
- Jugendentwicklung im Kontext. Zum aktiven Umgang mit sozialen Entwicklungsaufgaben in der Freizeit. München 1990, ISBN 3-621-27113-9.
- mit Kerstin Mayhack, Bärbel Kracke und Dorit Weber-Liel: Übergangskonferenzen. Eine Praxishilfe zur individuellen Übergangsgestaltung in Kindergarten und Schule. Weinheim 2019, ISBN 3-7799-3962-2.
- mit Bärbel Kracke und Karina Weichold: Entwicklungspsychologie des Jugend- und jungen Erwachsenenalters. Stuttgart 2024, ISBN 3-17-030143-8.
- mit Bärbel Kracke: Entwicklung im Schulalter. Paderborn 2024, ISBN 3-8252-5979-X.